# Def Squad
La Def Squad è un gruppo hip hop statunitense. È formata da Erick Sermon, Redman e Keith Murray.
Guidata da Erick Sermon, precedentemente membro del duo EPMD, è stata definita come l'evoluzione della Hit Squad costituita da K-Solo, Redman, Das EFX. Si tratta di una crew formatasi in seguito alla divisione di Sermon da Parrish Smith. Il trio inizia a collaborare in Swing It Over Here, nel cd di Erick Sermon No Pressure (1993).
In seguito i featuring diventano più fitti: 
- Cosmic Slop in Dare Iz A Darkside di Redman (1994);
- How's That in The Most Beautifullest Thing In This World di Keith Murray (1994);
- Open Fire in  Double Or Nothing sempre di Sermon (1995);
- Yeah in Enigma di Murray (1996):
- Down South Funk in Doc's Da Name 2000 di Redman (1998);
- Hostility in Erick Onasis di Erick Sermon (2000);
- Music (remix) in Music di Erick Sermon (2001);
- Yeah Yeah U Know It in He's Keith Murray di Keith Murray (2003);
- U Ain't Nobody in Rap-Murr-Phobia (The Fear of Real Hip-Hop) di Keith Murray (2007)

Riscuotono poi un notevole successo con il remake di Rapper's Delight della Sugarhill Gang e con il singolo Full Cooperation.

## Discografia
Album in studio
- 1998 – El Niño